# Megaselia conglomerata
Megaselia conglomerata är en tvåvingeart som först beskrevs av Malloch 1912.  Megaselia conglomerata ingår i släktet Megaselia och familjen puckelflugor. Inga underarter finns listade i Catalogue of Life.